# Halford Mackinder
Sir Halford John Mackinder (n. 15 februarie 1861, Gainsborough, Anglia, Regatul Unit al Marii Britanii și Irlandei – d. 6 martie 1947, Bournemouth, Anglia, Regatul Unit) a fost academician, geograf și politolog englez, socotit drept fondatorul geopoliticii și geostrategiei. A fost primul director al University Extension College, Reading (care a devenit Universitatea din Reading) din 1892 până în 1903 și director al London School of Economics din 1903 până în 1908. În timp ce își continua cariera academică cu jumătate de normă, a fost și membru al Parlamentului pentru Glasgow Camlachie din 1910 până în 1922. Începând din 1923 a fost profesor de geografie la London School of Economics.